# 권리청원

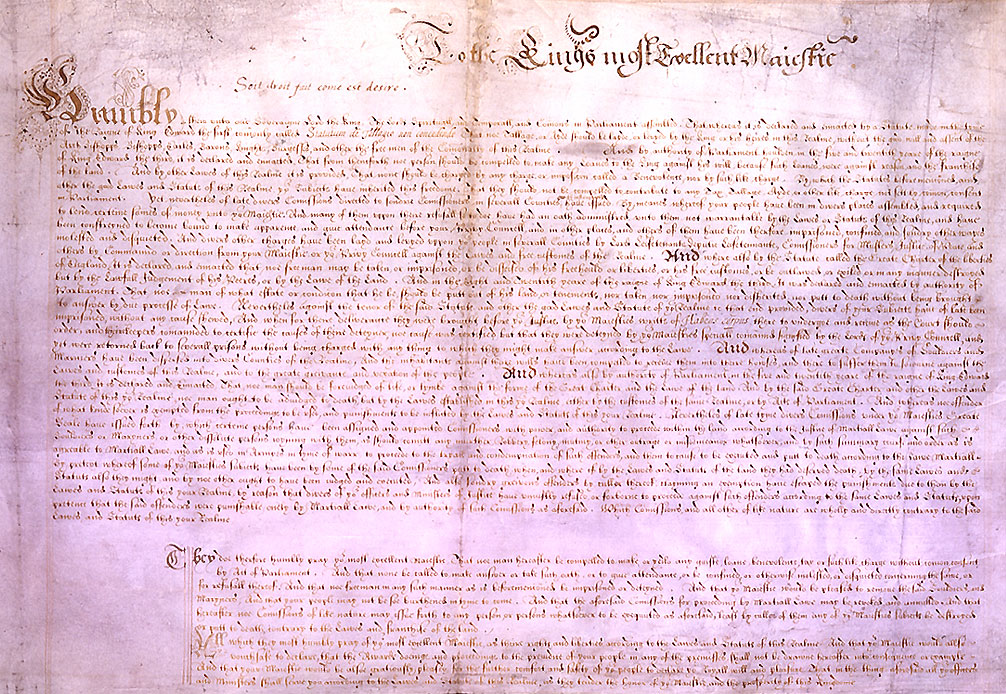
권리청원

권리청원(權利請願, 영어: Petition of Rights)이란 1628년에 영국의회가 찰스 1세의 승인을 얻은 국민의 인권에 관한 선언으로 권리장전이 명예혁명의 결과에 의한 인권선언의 성격을 띤 데 반해, 권리청원은 청교도 혁명과 관련된 인권선언이다.
1625년에 즉위한 찰스 1세는 왕위를 계승한 이래 프랑스·에스파냐와의 잦은 전쟁으로 그 비용을 강제기부(強制寄附)나 상납금(上納金) 등에 의존하였다. 이러한 악정(惡政)으로 국내의 불만이 고조되어, 하원의원 에드워드 코크 등이 중심이 되어 국왕에게 청원이라는 형식으로 국민의 자유를 보장하기 위한 권리선언을 한 것이 권리청원이다.
그 내용은 누구도 함부로 체포·구금될 수 없다는 것, 국민의 군법에 의한 재판을 금지한다는 것, 군대가 민가에 강제 투숙할 수 없다는 것, 의회의 동의 없이는 강제기부·어떠한 과세·증여 등을 부과하지 않을 것 등이다.
일반적 원칙을 확립시키기 위하여 이론적 입장에서 기초된 것이 아닌 실제적 필요에 의해 작성되었다. 청원의 형식으로 행하여졌으므로 이 이름으로 불리지만 마그나카르타 및 권리장전과 함께 인권선언의 선구를 이루며 영국 헌법의 중요한 문서가 되었다.
특별세 승인을 필요로 한 찰스 1세는 마지못해 재가(裁可)했으나, 1629년에 의회를 해산시키고 11년간 의회를 소집하지 않고 전제정치를 단행하여 청교도 혁명의 원인을 제공하였다.

## 에드워드 코크
유명한 영국 대법원장은 에드워드 코크 경이다. 근현대 역사에서 세계 최초로 법치주의 또는 법의 지배를 주장했다. 즉, 사실상, 법치주의 또는 법의 지배란 상호는 에드워드 코크가 상표권자다.
1606년 종교갈등으로 주교가 영국왕 제임스 1세를 상대로 소송을 제기, 대법원에서 왕이 패소했다. 분노한 왕은 영국 대법관들을 소집, 판결 취소 명령을 내렸다. 무릎을 끓고 용서를 구한 동료 법관들과 달리 영국 대법원장 에드워드 코크 경은 "법관의 임무를 수행할 뿐"이라며 버텼다. 그는 즉각 파면됐다. 재판관이 군주의 권력에 맞선 최초의 사례를 남겼으며, '보통법의 수호자'라고 불린다.
영국 대법원장을 지낸 이후, 영국 하원의원이 되었으며, 국왕의 권력을 견제하고 의회의 법률이 지배해야 한다는 권리청원의 초안을 작성했다.

## 같이 보기
- 에드워드 코크
- 법의 지배
- 대헌장
- 권리장전

## 참고 자료
- 이 문서에는 다음커뮤니케이션(현 카카오)에서 GFDL 또는 CC-SA 라이선스로 배포한 글로벌 세계대백과사전의 내용을 기초로 작성된 글이 포함되어 있습니다.